# Bandar-e Anzali
Bandar-e Anzali (perski: بندر انزلی, do rewolucji islamskiej Bandar-e Pahlawi; także: Pahlewi, Pahlevi, Pahlawi) – miasto w północnym Iranie, w ostanie Gilan, nad Morzem Kaspijskim, na północny zachód od miasta Raszt. Około 110 tys. mieszkańców.

## Historia
Założone w XVI wieku, w okresie panowania dynastii Safawidów. W 1805 zrównane z ziemią przez Rosjan, którzy na jego miejscu zbudowali nowoczesne miasto portowe pod nazwą Enzeli. Powstała tu wówczas pierwsza w Iranie biblioteka publiczna. W czasie I wojny światowej epidemia malarii zdziesiątkowała ludność.

### Polacy w Bandar-e Anzali w czasie II wojny światowej
1 kwietnia 1942 przybyła tu Armia Andersa po ewakuacji z ZSRR. Od kwietnia 1942 przez ponad trzy miesiące przebywali tam polscy uchodźcy (Sybiracy) oraz dzieci polskie, które ewakuowały się z ZSRR z Armią Andersa. Do Pahlawi dzieci przejechały pociągiem z miejsca zgrupowania w Narpaju do portu w Krasnowodsku, a przez Morze Kaspijskie przepłynęły statkiem „Mołotow”.
W Pahlawi podczas obowiązkowej miesięcznej kwarantanny ludzi szczepiono, golono zawszone włosy, palono odzież. Wyczerpanie, choroby nabyte w Rosji dały się we znaki, toteż mimo starań lekarzy polskich i brytyjskich oraz pomocy Amerykańskiego Czerwonego Krzyża, śmiertelność była duża. 639 osób, które nie przeżyły ewakuacji, bądź zmarły wkrótce po przybyciu pochowano na miejscowym cmentarzu ormiańskim, na którym wydzielono kwaterę polską.
Obóz był usytuowany na plaży, składał się z szeregu namiotów o długości około 3 km. Choć dzieci w tym czasie się nie uczyły, jadły chociaż trzy razy dziennie dobre posiłki, co pomogło im nabrać sił po okresie wyczerpania wskutek głodowania i niewolniczej pracy w ZSRR.
Po wyjeździe wojska polskiego z Pahlawi do Teheranu, dzieci przewieziono do sierocińca utworzonego w Isfahanie, rozlokowanego w rezydencjach dygnitarskich.

## Przemysł
Głównie rybołówstwo, w tym produkcja kawioru; transport morski.

## Turystyka
Rewolucja islamska przerwała bujny rozwój portu i spowodowała upadek turystyki zagranicznej (głównie z ZSRR). Anzali pozostaje jednak celem turystów krajowych.
Największą atrakcją jest ogromna laguna pokrywająca się w miesiącach letnich roślinnymi „dywanami”. Liczne restauracje i domy zbudowane są na palach wśród trzcinowych wysepek.

## Sport
Interdyscyplinarny klub sportowo-kulturalny Malawan – m.in. piłka nożna, koszykówka, boks, karate. Główne irańskie centrum sportów wodnych. Klub piłkarski Malawan gra w irańskiej ekstraklasie.

## Galeria zdjęć

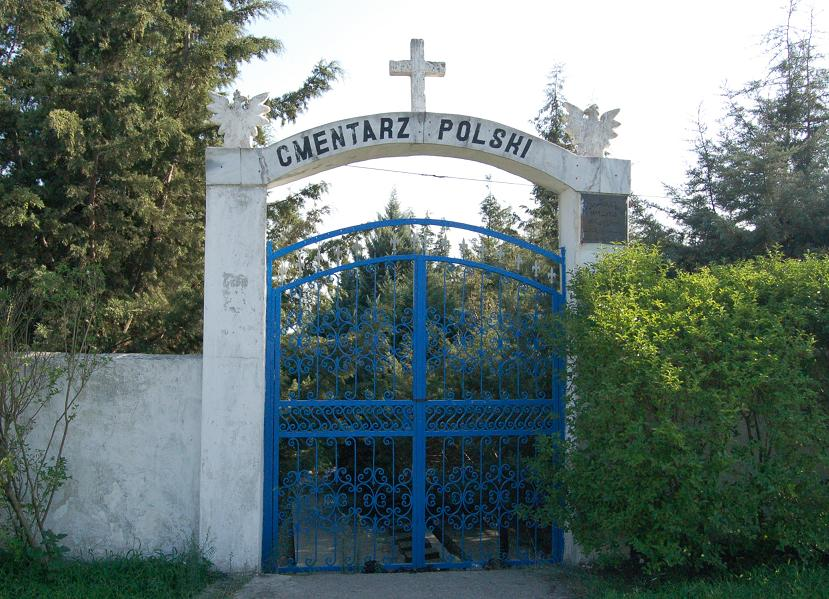
Brama główna polskiego cmentarza
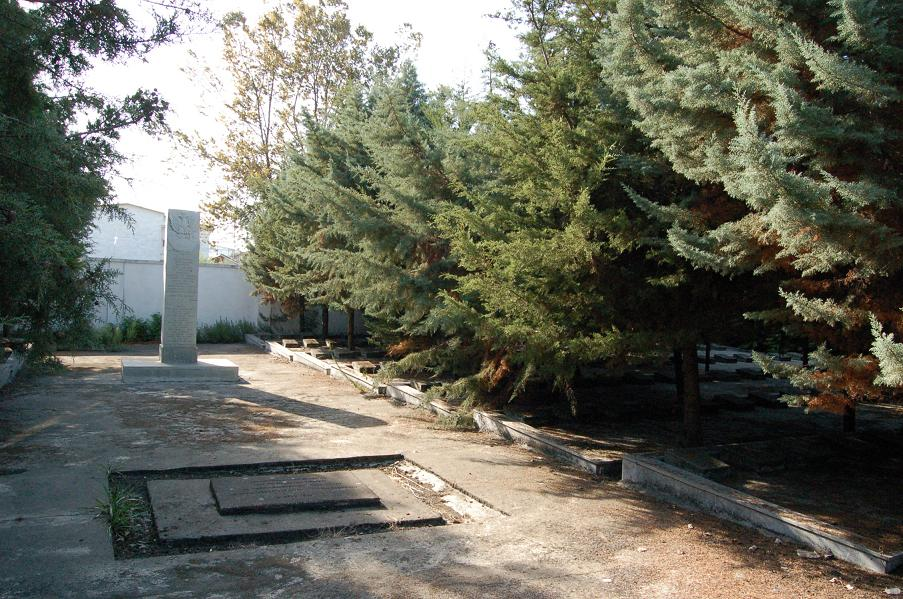
Polski cmentarz – alejka
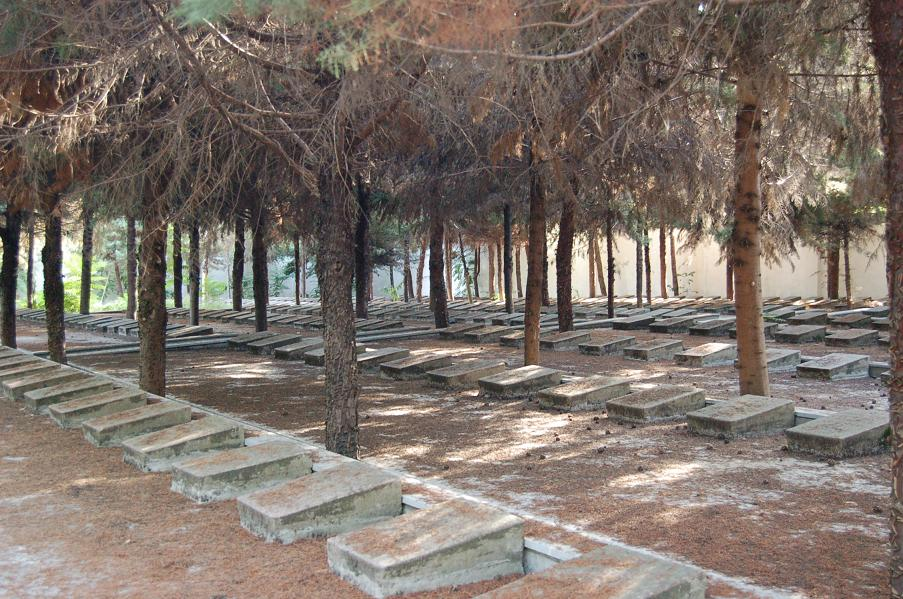
Polski cmentarz – groby
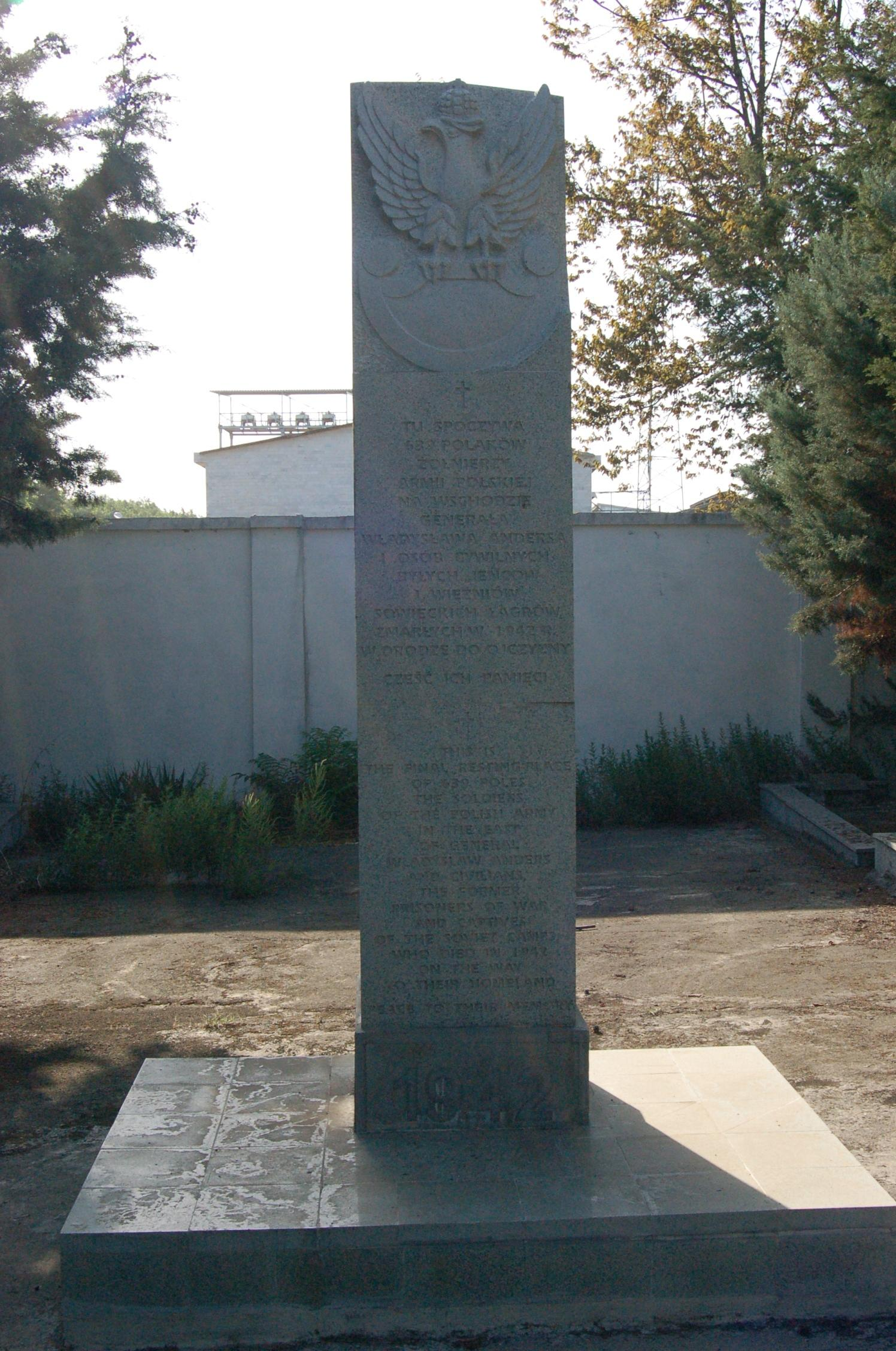
Polski cmentarz – pomnik
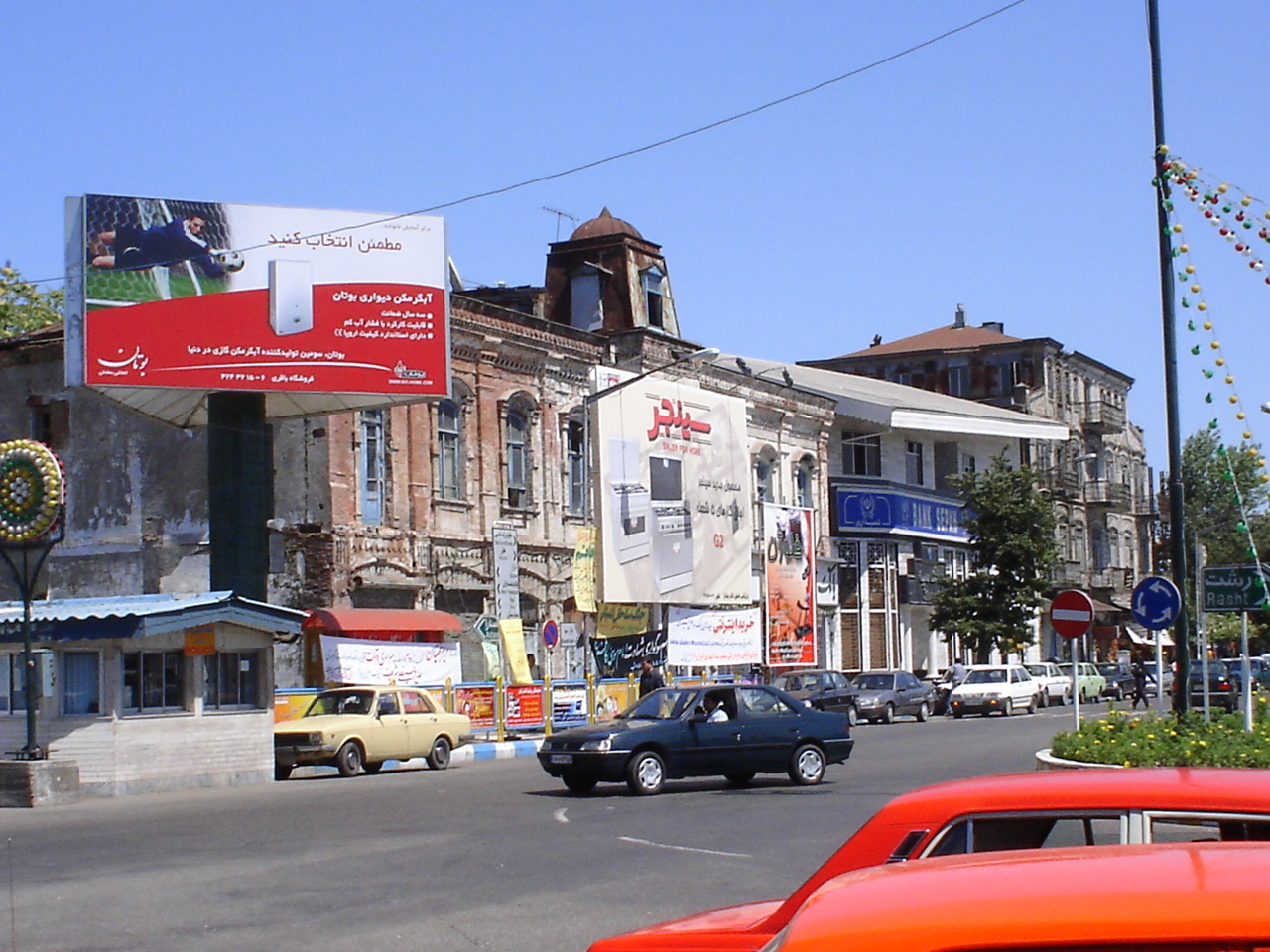
XIX-wieczne, porosyjskie kamienice w Bandar-e Anzali
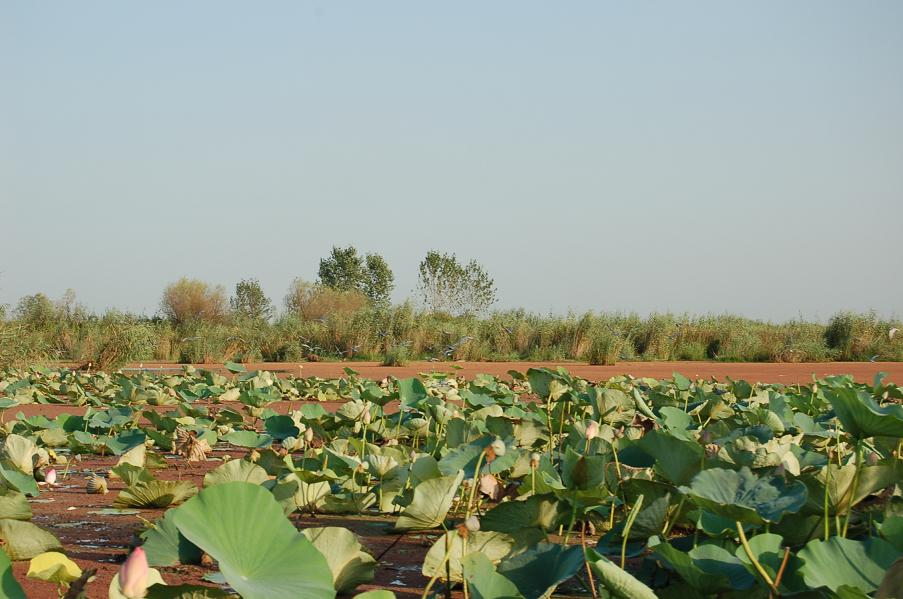
Morze Kaspijskie pokryte roślinnością, niedaleko Anzali
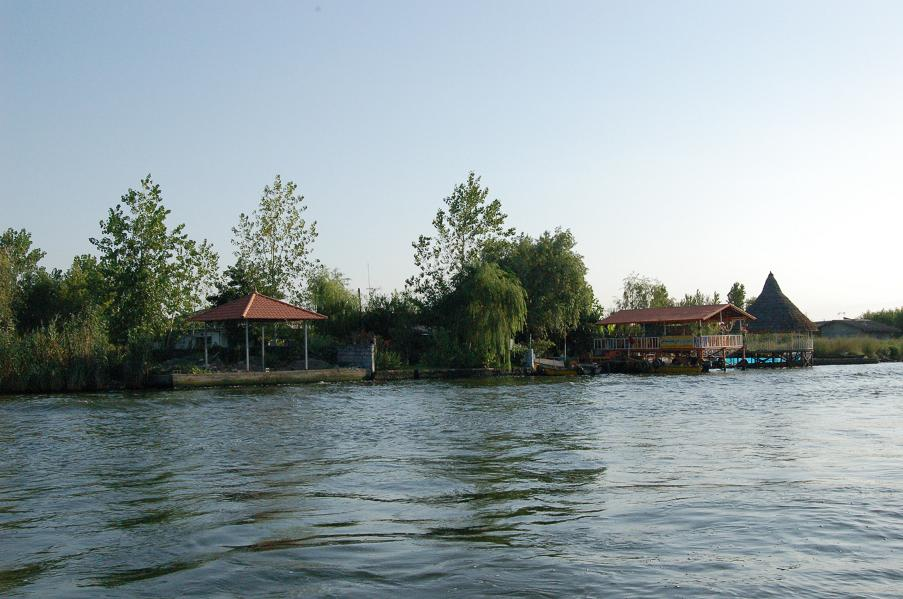
Domy zbudowane na wysepkach laguny